# Álava
Álava (spansk) eller Araba (baskisk) er en provins i den autonome region Baskerlandet i Spanien. Provinshovedstaden er Vitoria som også er hovedstad for regionen Baskerlandet.
Álava grænser til provinserne Guipúzcoa, Vizcaya, Burgos, Navarra og La Rioja. Indenfor provinsen er også en enklave som tilhører provinsen Burgos ved navn Condado de Treviño. Álava ligger i den østlige del af de Cantabriske bjerge og  floden Ebro har sit udspring lige vest for provinsen hvis sydgrænse til La Rioja følger denne på en lang strækning.
42°50′00″N 2°45′00″V / 42.8333°N 2.75°V